# Luster
Luster est une  commune norvégienne, située dans le comté de Vestland. Elle compte 5 174 habitants au 1er janvier 2020.

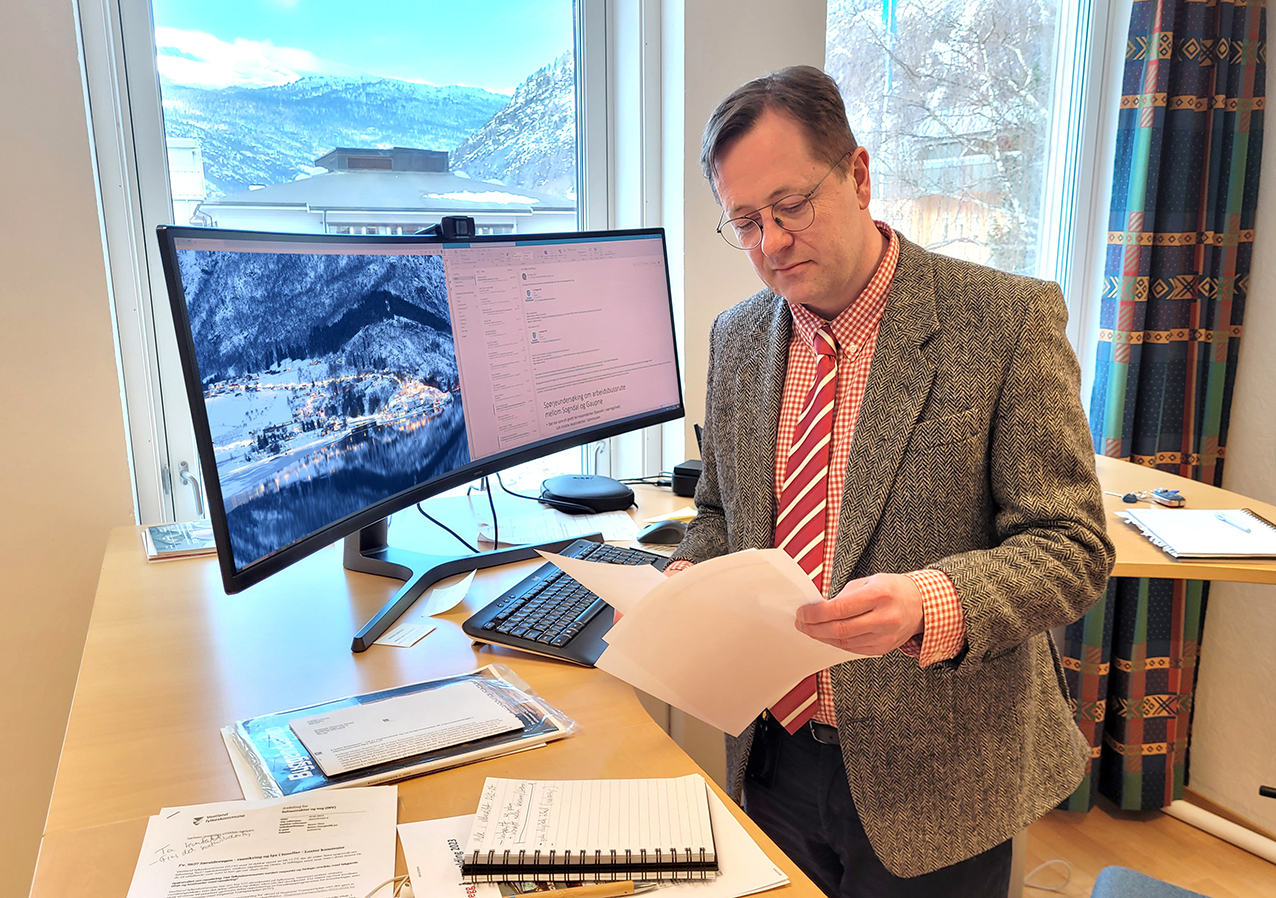
Meire Andreas Wollnick Wiese, Luster (2024)

## Patrimoine
La commune abrite la stavkirke d'Urnes, église en bois traditionnelle, inscrite au patrimoine mondial de l’UNESCO en 1979.

## Personnalités liées à la commune
- Carl Holtermann (1866-1923), botaniste.

## Galerie

Commune de Luster
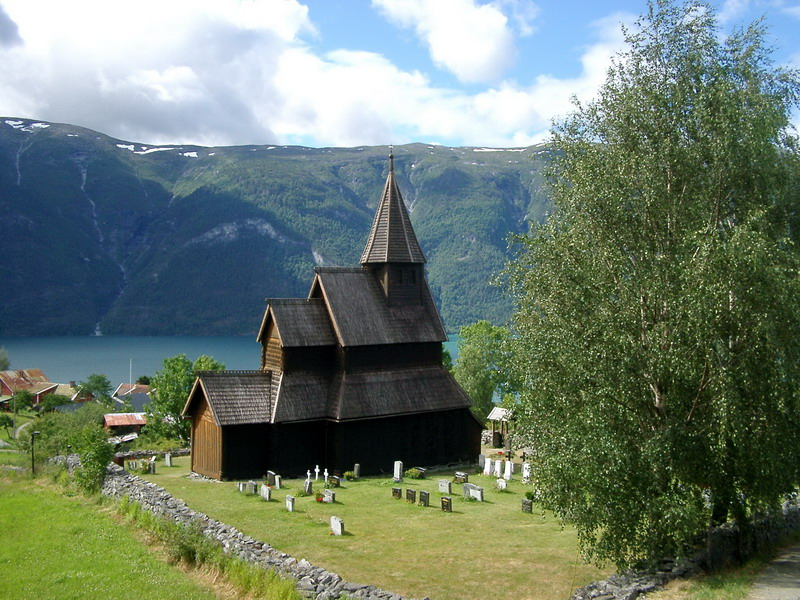
Stavkirke d'Urnes
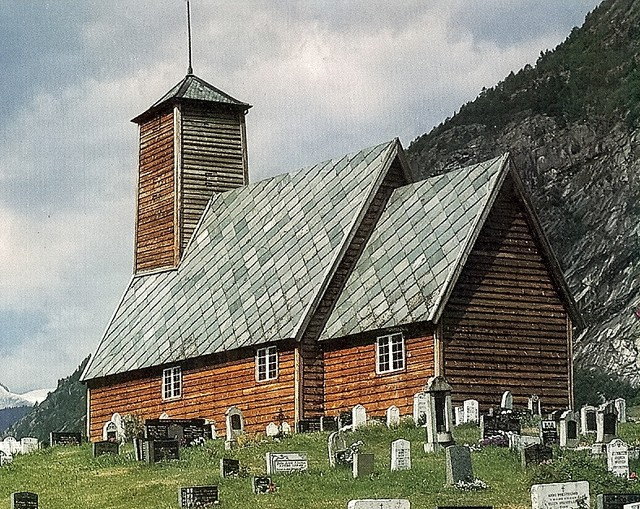
Ancienne église de Gaupne
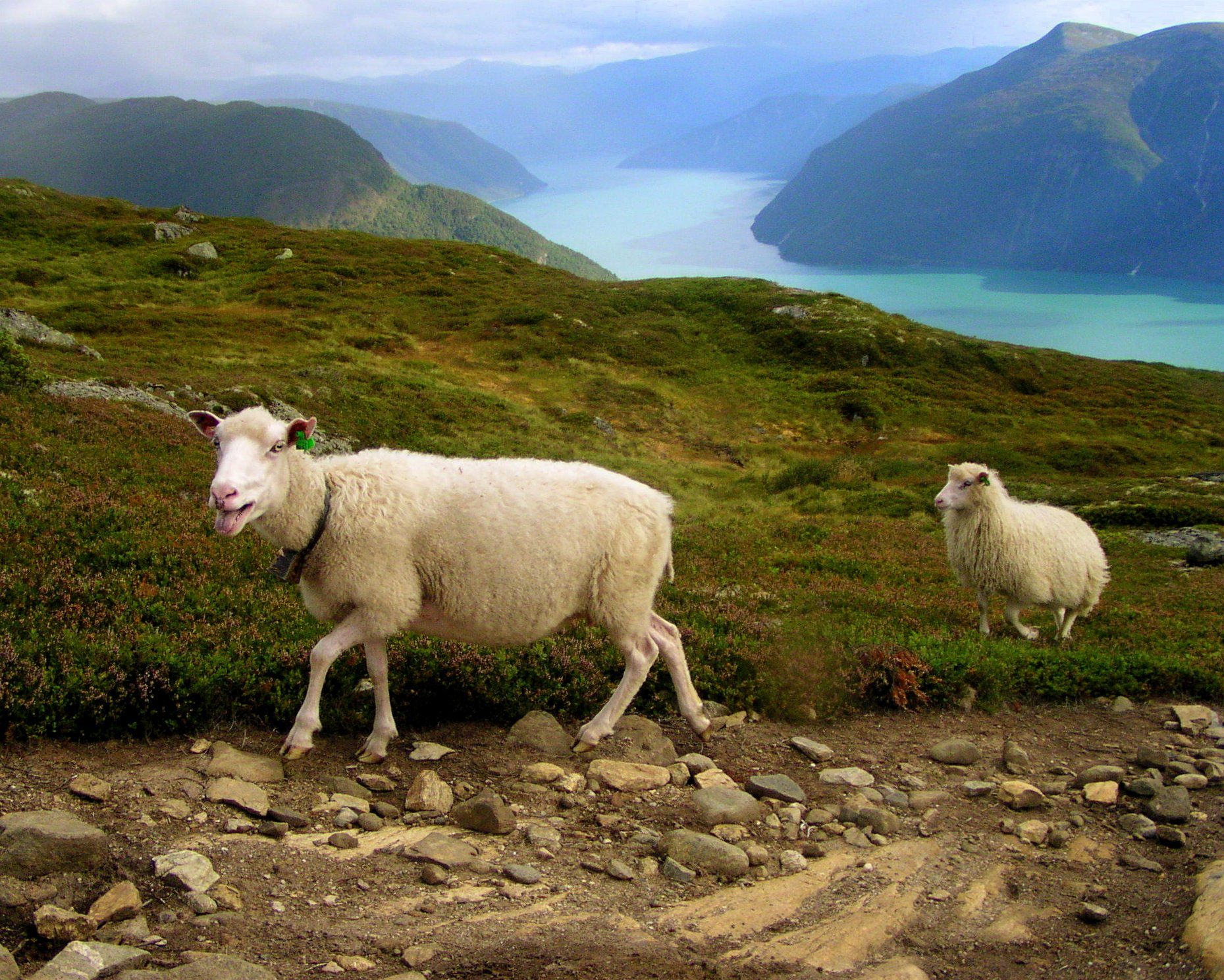
Moutons de la commune
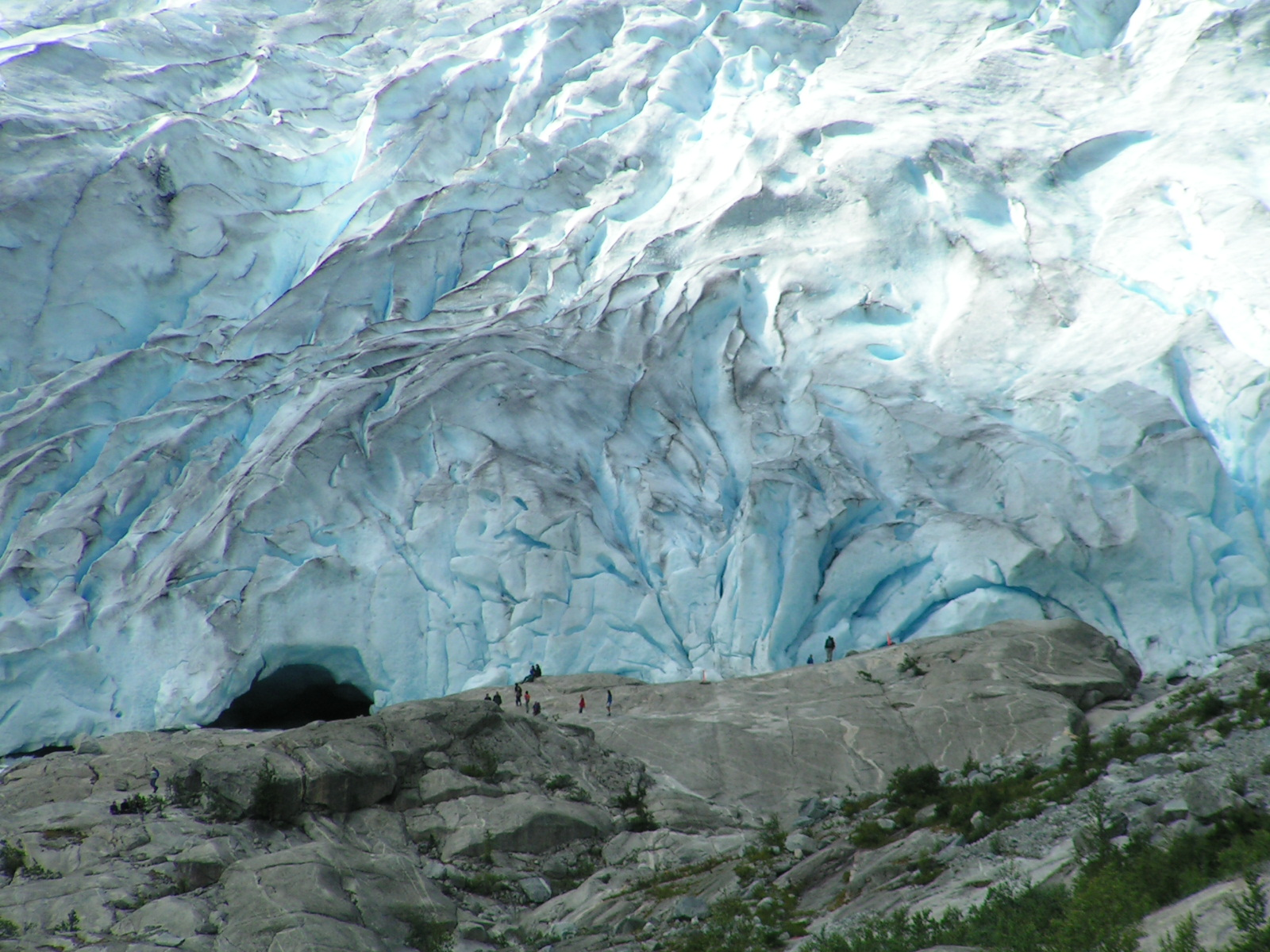
Glacier Nigardsbreen